# Catherine McDermott
Catherine McDermott, née le 14 décembre 1952, est professeur de design à l'Université de Kingston à Londres, en Angleterre,,. Elle a obtenu le 'Prix Sir Misha Black pour l'innovation dans l'enseignement du design' en 2016,,.

## Éducation
McDermott a obtenu une licence en Histoire des arts décoratifs de l’Université de Leeds et un Master en Beaux Arts de l’Université de Birmingham.

## Carrière
En 2001, McDermott a créé le premier programme de maîtrise pour "Curateur de design contemporain " avec Paul Thompson, alors directeur du Design Museum de Londres et maintenant directeur du Cooper-Hewitt National Design Museum de New York. Les recherches de McDermott se concentrent principalement sur la conservation de l'identité du design britannique et les échanges avec la Chine. Elle est l'auteur de livres et d'articles sur l'histoire du design. Elle fut professeur invitée au sein de nombreuses universités telle que l’Université de Valparaiso au Chili ou l’Académie centrale des beaux-arts de Chine à Pékin,.